# Fageråssjön, Värmland
Fageråssjön är en sjö i Torsby kommun i Värmland och ingår i Göta älvs huvudavrinningsområde. Sjön har en area på 3,81 kvadratkilometer och ligger 420 meter över havet. Sjön avvattnas av vattendraget Tåsan (Rövallen).

## Delavrinningsområde
Fageråssjön ingår i det delavrinningsområde (675503-134156) som SMHI kallar för Utloppet av Fageråssjön. Medelhöjden är 432 meter över havet och ytan är 13,99 kvadratkilometer. Räknas de 12 avrinningsområdena uppströms in blir den ackumulerade arean 299,41 kvadratkilometer. Tåsan (Rövallen) som avvattnar avrinningsområdet har biflödesordning 2, vilket innebär att vattnet flödar genom totalt 2 vattendrag innan det når havet efter 480 kilometer. Avrinningsområdet består mestadels av skog (52 procent) och sankmarker (18 procent). Avrinningsområdet har 3,81 kvadratkilometer vattenytor vilket ger det en sjöprocent på 27,2 procent.